# منطقه ۱۴ پاریس
منطقه ۱۴ پاریس(به فرانسوی: 14e arrondissement de Paris) یکی از مناطق ۲۰گانه پاریس‌، پایتخت فرانسه است. این منطقه در ساحل سمت چپ رود سن قرار گرفته است و بیشتر بخش مون‌پارناس را شامل می‌شود. این منطقه با نام منطقه ابزرواتوار هم شناخته شده است ولی به ندرت از این نام استفاده می‌شود. منطقه ۱۴ پاریس در حال حاضر به سبب آسمانخراش‌هایش، از جمله تور مون‌پارناس (برج مونپارناس) ، ایستگاه قطار ، ایستگاه مونپارناس  که هر دو در نزدیکی منطقه ۱۵ پاریس قرار گرفته‌اند معروف است. در این منطقه هنرمندان زیادی زندگی می‌کرده‌اند. بریتون‌ها در آغاز قرن بیستم همزمان با ساخته شدن ایستگاه قطار در این منطقه آمدند.

## جغرافیا
وسعت این منطقه ۵۶۲۱ کیلومتر مربع است.